# 로드 투 퍼디션
《로드 투 퍼디션》(Road to Perdition)은 미국에서 제작된 샘 멘데스 감독의 2002년 모험, 범죄, 드라마, 스릴러 영화이다. 톰 행크스 등이 주연으로 출연하였고 샘 멘데스 등이 제작에 참여하였다.

## 출연

### 주연
- 톰 행크스
- 폴 뉴먼
- 주드 로

### 조연
- 제니퍼 제이슨 리
- 스탠리 투치
- 다니엘 크레이그
- 테일러 후츨린

## 기타
- 원작자: 맥스 앨런 콜린스
- 협력프로듀서: 체릴앤 마틴
- 미술: 데니스 가스너
- 의상: 알버트 울스키
- 배역: 데브라 제인